# Estratos
Estratos (en llatí Stratus, en grec antic Στράτος) era la principal ciutat d'Acarnània segons Tucídides, situada a l'interior del país en una fèrtil plana a la dreta del riu Aqueloos. Controlava els accessos al país pel nord, i era d'una gran importància militar. Estrabó la situa a uns dos cents estadis de la desembocadura del riu.
Als inicis de la guerra del Peloponès la ciutat va entrar a l'aliança atenenca junt amb quasi totes les ciutats d'Acarnània. L'any 429 aC Ambràcia la va atacar amb ajut de grups bàrbars i alguns espartans, sota la direcció de Cnemos, però van ser derrotats sota les muralles i rebutjats. Xenofont en parla, quan Agesilau va envair Acarnània l'any 391 aC.
Al segle següent va caure en mans de la Lliga Etòlia, i Titus Livi l'anomena citat d'Etòlia. Filip V de Macedònia no la va poder arrabassar als etolis, ni tampoc el seu fill Perseu de Macedònia, i els etolis la van conservar fins a la conquesta romana. Els romans van restablir la llibertat de les ciutats d'Acarnània.
Queden força restes de la ciutat a la moderna vila de Surovígli, incloent un teatre.